# 陈小娅
陈小娅（1953年3月—），女，汉族，湖北沙市人，中华人民共和国政治人物。华中工学院电子材料与元器件专业毕业。

## 生平
1974年12月，加入中國共產黨。
1998年，任中华人民共和国教育部政策研究与法制建设司司长。2001年，担任云南省人民政府省长助理。2003年，担任教育部部长助理、基础教育司司长。2004年，任教育部副部长。2010年12月，担任中华人民共和国科学技术部副部长。2014年3月，卸任中华人民共和国科学技术部副部长。